# Smolary (rezerwat przyrody)
Smolary – torfowiskowy rezerwat przyrody położony w gminie Szydłowo, powiecie pilskim (województwo wielkopolskie).

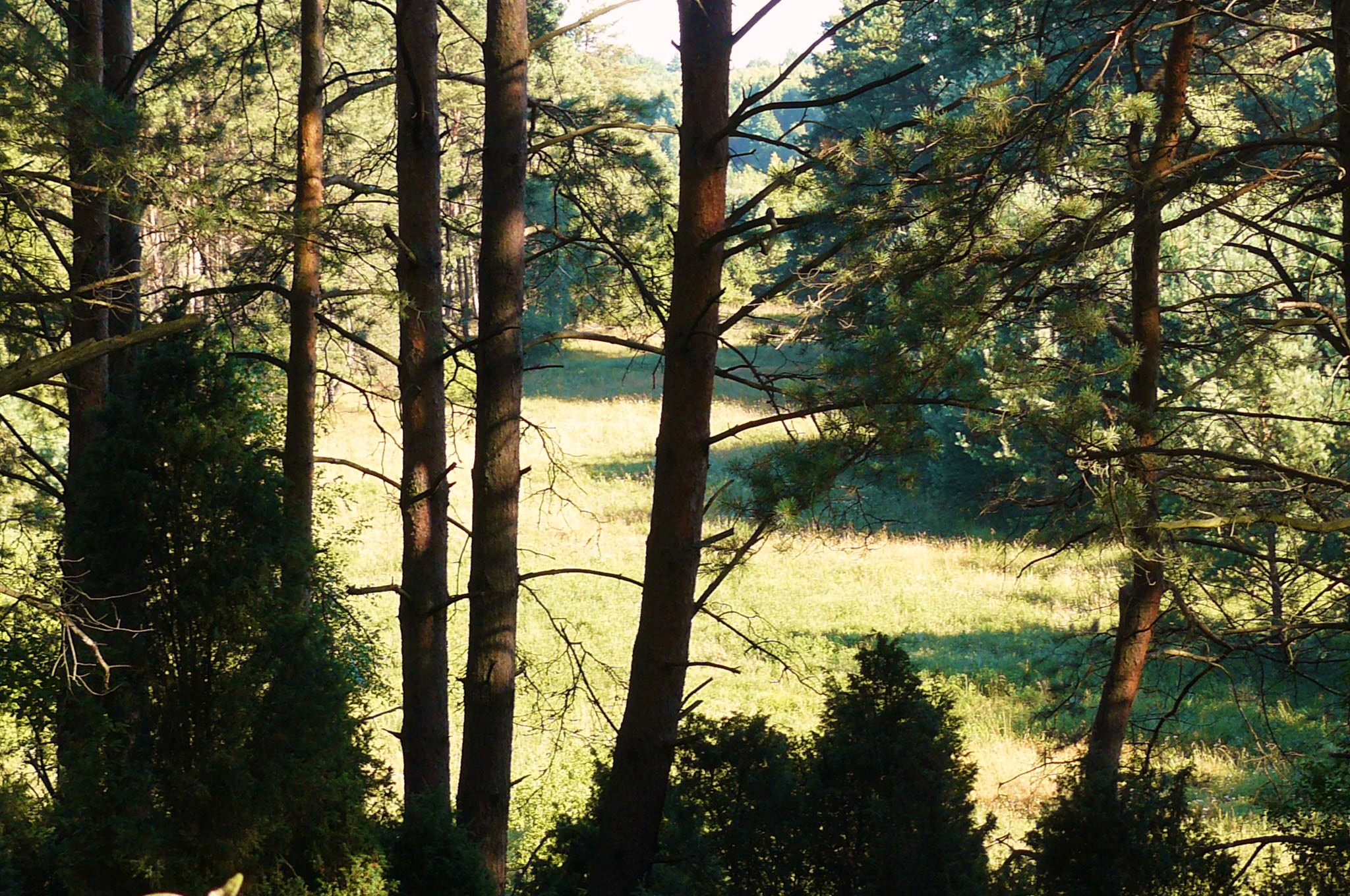
Wnętrze rezerwatu

## Informacje ogólne
Powierzchnia wynosi 143,20 ha (akt powołujący podawał 143,11 ha). Rezerwat został utworzony w 1990 w celu ochrony zbiorowisk roślinnych z rzadkimi gatunkami mszaków oraz ekosystemu bagienno-wodnego. Samo torfowisko bezdrzewne, trudno dostępne. W jego centrum silnie zarastające jezioro Żabie, zwane też Smolary lub Oleśnica. W otoczeniu torfowiska lasy przede wszystkim sosnowe z domieszką olszy. Na terenie rezerwatu zarejestrowano: 58 gatunków mszaków, 4 paprotniki i 96 roślin nasiennych. 16 mchów torfowców stanowi połowę tego taksonu dla Polski. Występuje tutaj rosiczka okrągłolistna, grążel żółty i grzybienie białe. Ze zwierząt spotykano żurawie i czajki.
Obszar rezerwatu podlega ochronie czynnej.

## Podstawa prawna
- Zarządzenie Ministra Ochrony Środowiska, Zasobów Naturalnych i Leśnictwa, Monitor Polski z 1990 r, Nr 48, Poz. 366
- Obwieszczenie Wojewody Wielkopolskiego z dn. 4.10.2001 r. w sprawie ogłoszenia wykazu rezerwatów przyrody utworzonych do dn. 31.12.1998 r.
- Zarządzenie Regionalnego Dyrektora Ochrony Środowiska w Poznaniu z dnia 5 lipca 2016 r. w sprawie rezerwatu przyrody „Smolary”

## Dostęp
Szlakiem niebieskim ze stacji kolejowej w Płytnicy, po dawnej linii kolejowej Płytnica – Wałcz. Szlak jest dostępny dla rowerów.